# Achilia pandemica
Espèce
Achilia pandemica est une espèce de coléoptères de la famille des Staphylinidae et de la sous-famille des Pselaphinae.

## Répartition et habitat
Cette espèce est endémique du Chili.

## Étymologie
Cette espèce est nommée en référence à la pandémie de Covid-19 durant laquelle elle a été étudiée et décrite. Elle est décrite conjointement avec deux autres nouvelles espèces, Achilia covidia et Achilia quarantena.